# Manfreda sileri
Manfreda sileri är en sparrisväxtart som beskrevs av Verh.-will. Manfreda sileri ingår i släktet Manfreda och familjen sparrisväxter. Inga underarter finns listade i Catalogue of Life.